# Володько Віталій Юрійович
Віталій Юрійович Володько — капітан 145 ОРВП Збройних Сил України, учасник російсько-української війни, який загинув у ході російського вторгнення в Україну в 2022 році.

## Життєпис
Загинув 18 березня 2022 року під час обстрілу російськими ракетами казарми у місті Миколаєві, у якій він перебував.

## Нагороди
- орден «Богдана Хмельницького» III ступеня (2022, посмертно) — за особисту мужність і самовіддані дії, виявлені у захисті державного суверенітету та територіальної цілісності України, вірність військовій присязі.